# Pont Saint-Georges (Périgueux)
Pour l’article homonyme, voir Pont Saint-Georges (Metz).
Le pont Saint-Georges, anciennement dénommé pont Neuf, est un pont en maçonnerie situé à Périgueux, dans le département français de la Dordogne.

## Histoire

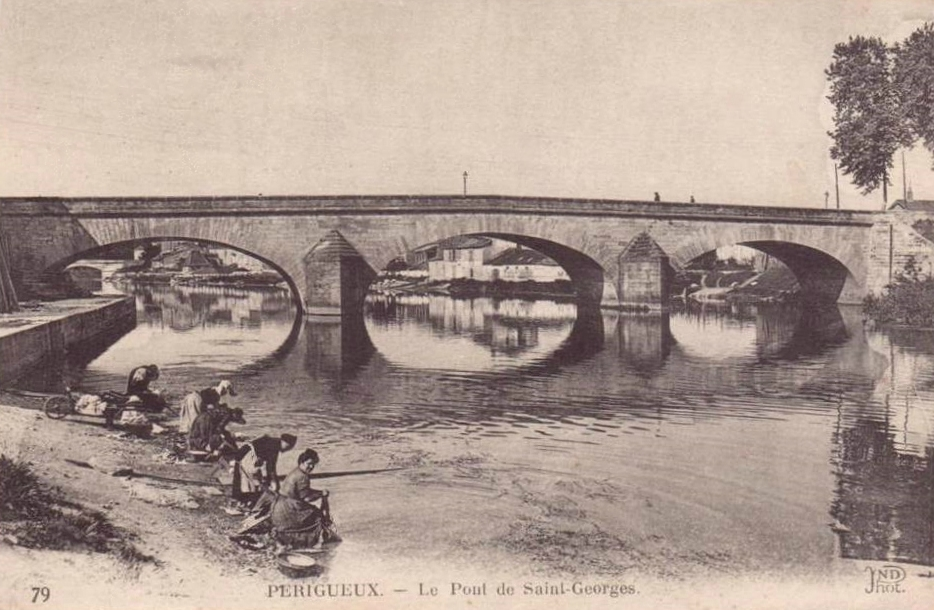
Le pont Saint-Georges en 1850.

Les premières mentions d'un pont sur l'actuel site du pont Saint-Georges remontent aux temps modernes : cinquième et avant-dernier pont sur l'Isle à l'extrémité est du Puy-Saint-Front, il est détruit au XVIIIe siècle. Les travaux pour ériger le pont Saint-Georges, à cette époque appelé pont Neuf, commencent en 1756,. Lors du creusement de sa chaussée, de nombreuses médailles datant de l'époque romaine sont découvertes. Séparant le faubourg Saint-Georges (en rive gauche de l'Isle) du reste de la cité, il est achevé en 1767,,.
Parmi les six ponts qui traversent l'Isle au niveau de Périgueux, seuls quatre sont encore debout dans la première moitié du XIXe siècle. Le pont Neuf prend le nom de pont Saint-Georges au milieu du XIXe siècle.
Le pont Saint-Georges est élargi en 1953.

## Galerie

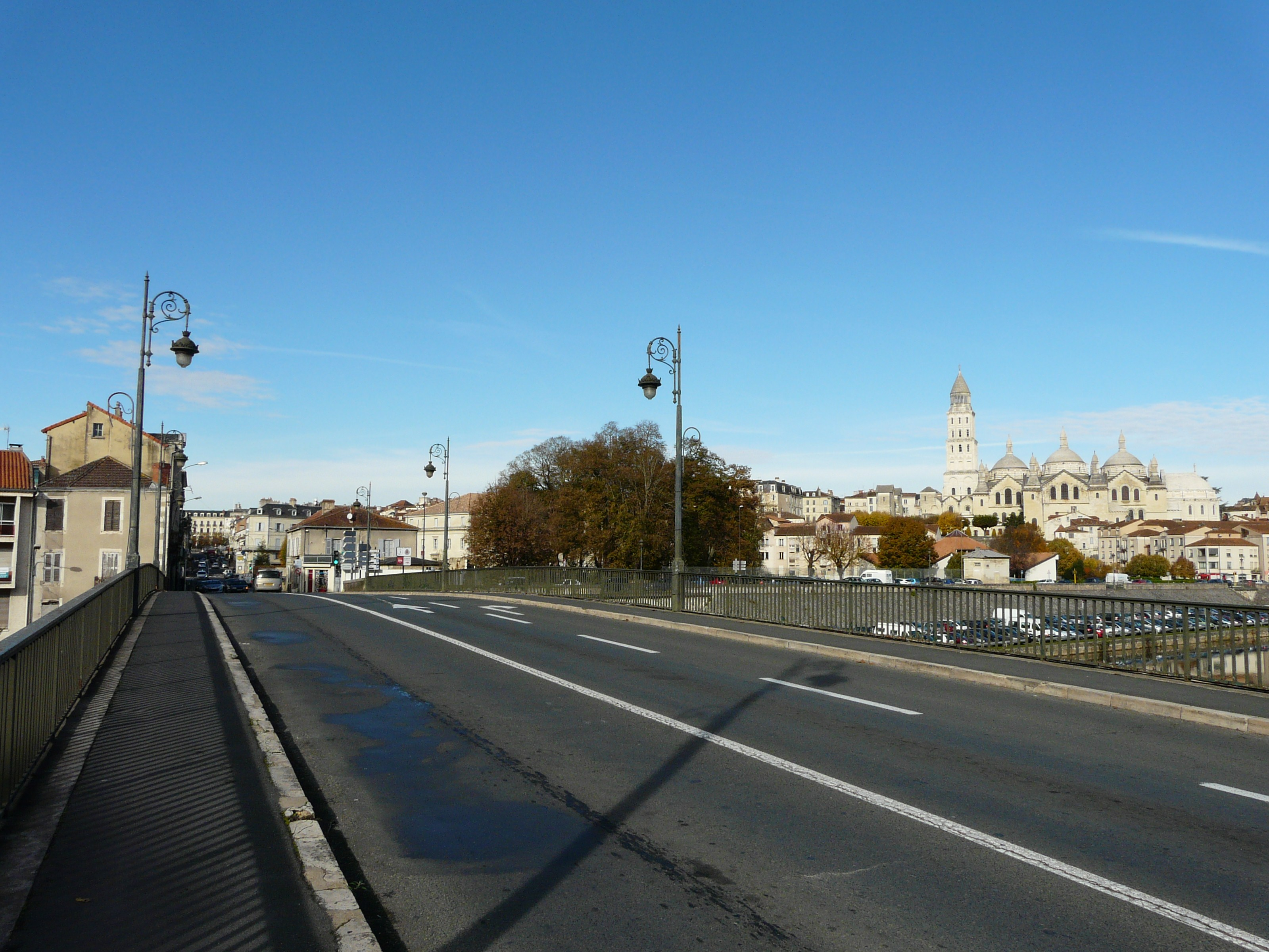
La chaussée du pont Saint-Georges.
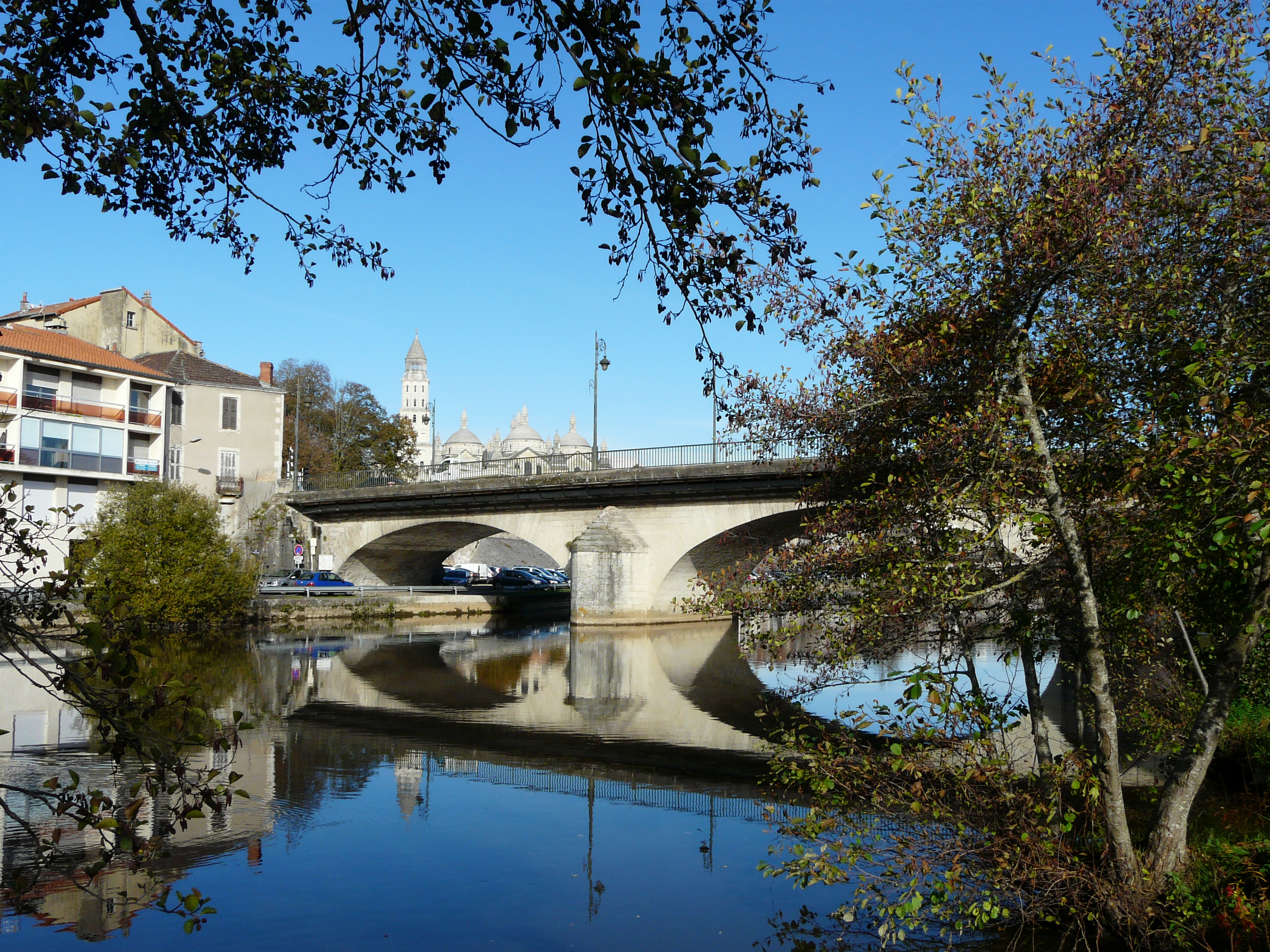
Le pont Saint-Georges vu depuis la voie verte, en aval.
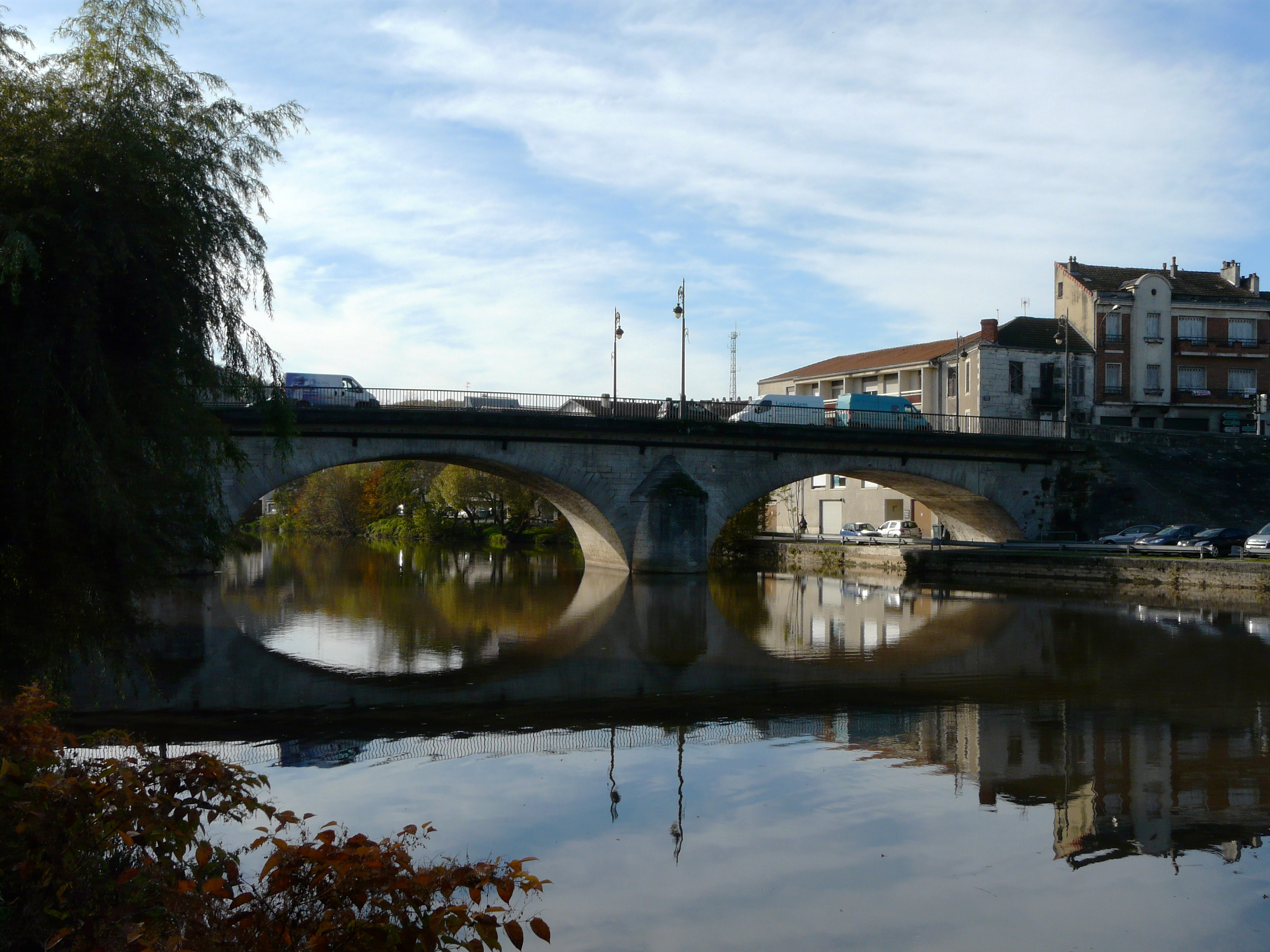
Vu depuis l'amont.
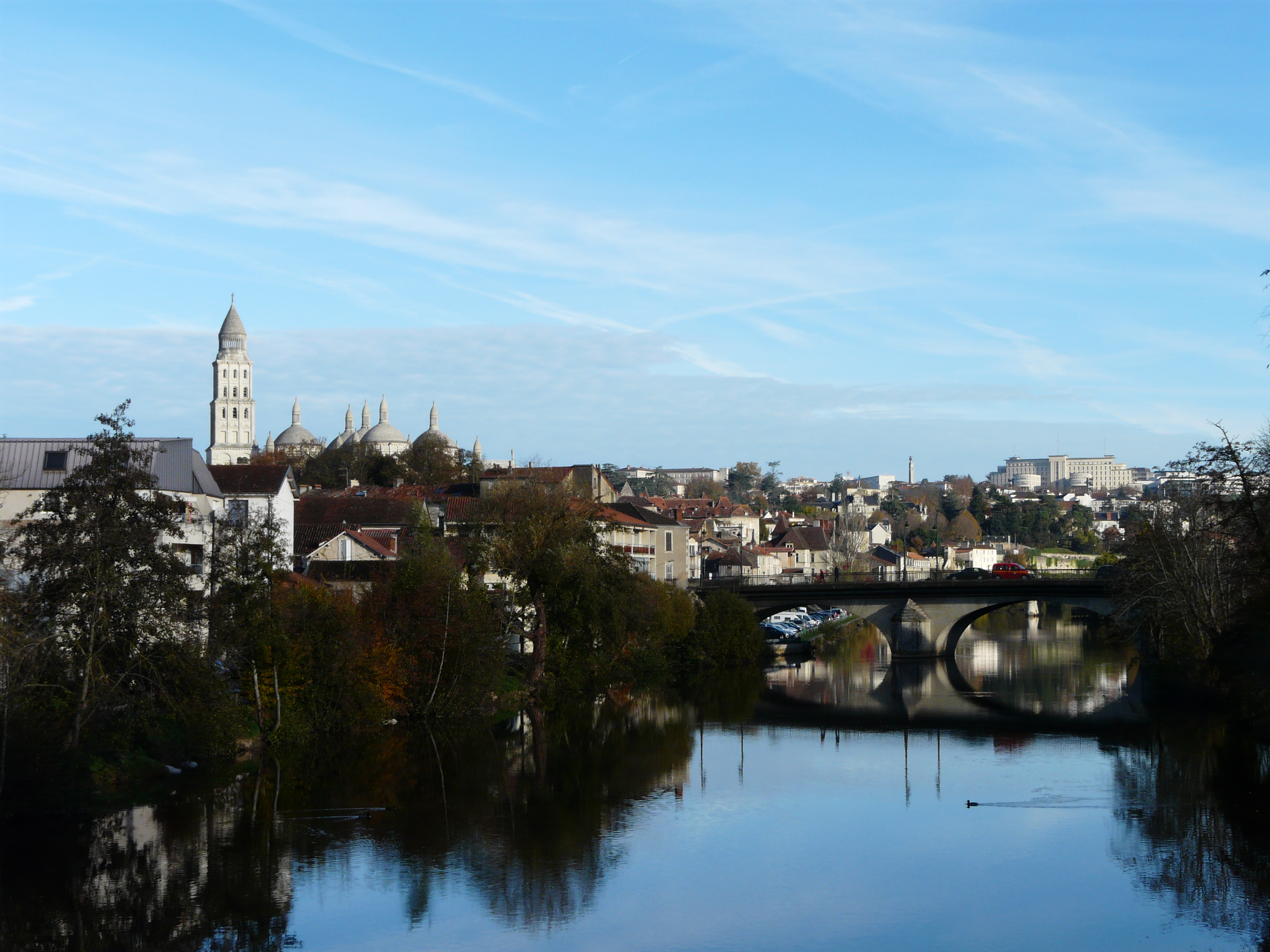
L'Isle et le pont Saint-Georges, vus depuis l'aval.